# Головище (Волынская область)
Головище (укр. Головище) — село в Самаровской сельской общине Ковельского района Волынской области Украины.
Код КОАТУУ — 0724286904. Население по переписи 2001 года составляет 159 человек. Почтовый индекс — 44113. Телефонный код — 3366. Занимает площадь 0,441 км².

## История
В 1946 году указом ПВС УССР хутор Гловище переименован в Головище.
До 2020 года входило в Ратновский район.